# Полиэстеровый костюм

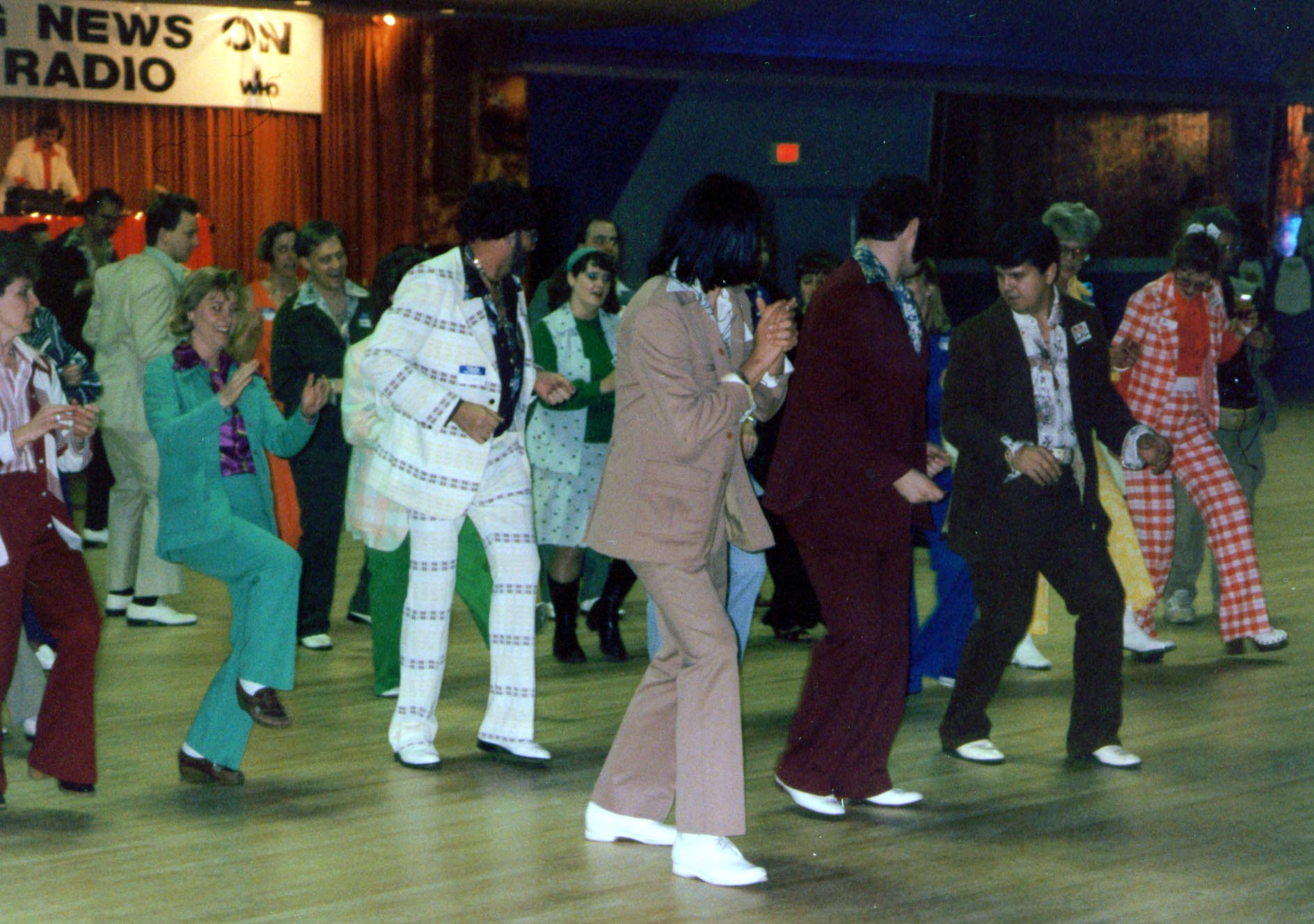
Съезд любителей полиэстеровых костюмов на «Leisure suit convention»

Полиэстеровый костюм (англ. Leisure suit; костюм для досуга, выходной костюм) — покрой костюма, состоящий из похожего на сорочку пиджака и аналогичных брюк, часто белого цвета. Материал костюма обычно представлял собой двухфонтурный полиэстер, но не всякая одежда, сделанная из полиэстера, может быть названа «полиэстеровым костюмом». Сам покрой встречался и раньше в 1970-х годах и даже до этого, но популярным стал только когда беспрецедентная дешевизна материала соединилась с культурой, не признававшей формализма (что совпало с изобретением и популяризацией синтетических материалов).
Сам вид такого костюма был моден в 1970-е годы. В одном из телевизионных рекламных роликов в 1975 году спрашивалось: «Может ли должностное лицо надеть на работу то же самое, что он наденет на игру? Может ли адвокат встречаться с клиентом, одевшись так же, как и клиент? Может ли «белый воротничок» работать с расстёгнутым воротничком?». Затем ролик отвечал на собственный вопрос: «Да! Благодаря революции полиэстеровых костюмов». Пиком популярности полиэстеровых костюмов было президентство Джимми Картера, в частности 1978 год. Вскоре после этого, уже при Рейгане, полиэстеровые костюмы полностью вышли из моды и теперь часто воспринимаются как признак бедности и желания выглядеть лучше, чем человек может себе позволить.